# Kårholmen

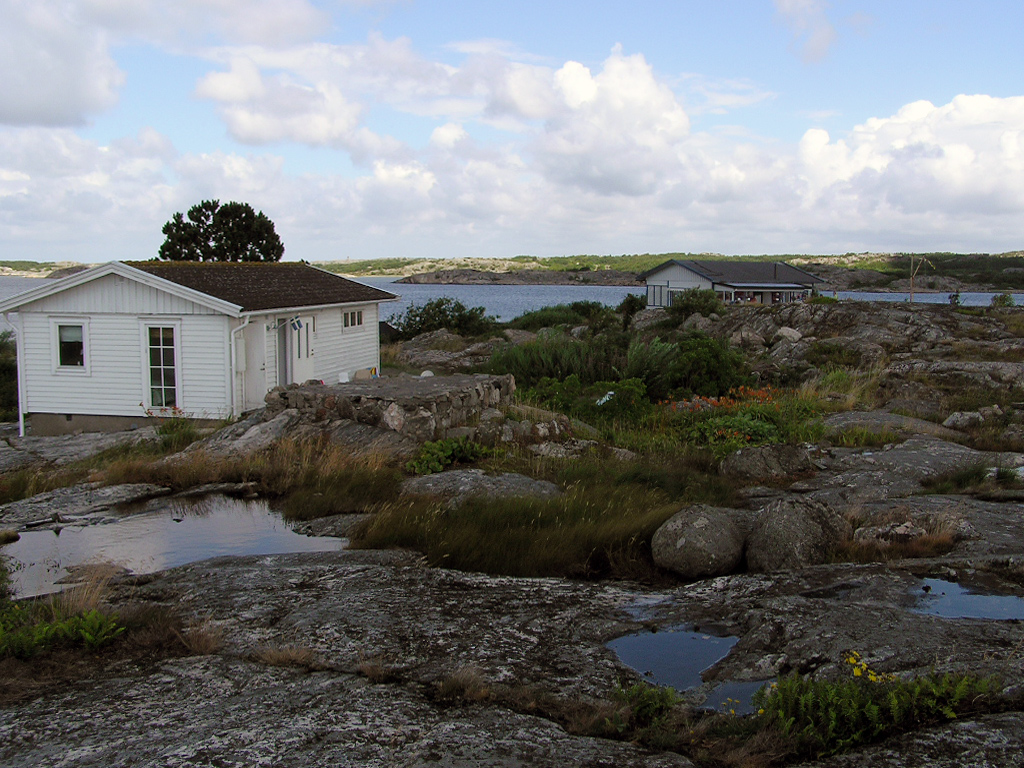
Kårholmen

Kårholmen är en mindre ö i Göteborgs södra skärgård. Ön ligger mellan Donsö i norr, Sjumansholmen i väster och Vrångö i öster. Ön är nästan helt bebyggd med ett drygt 80-tal sommarstugor.

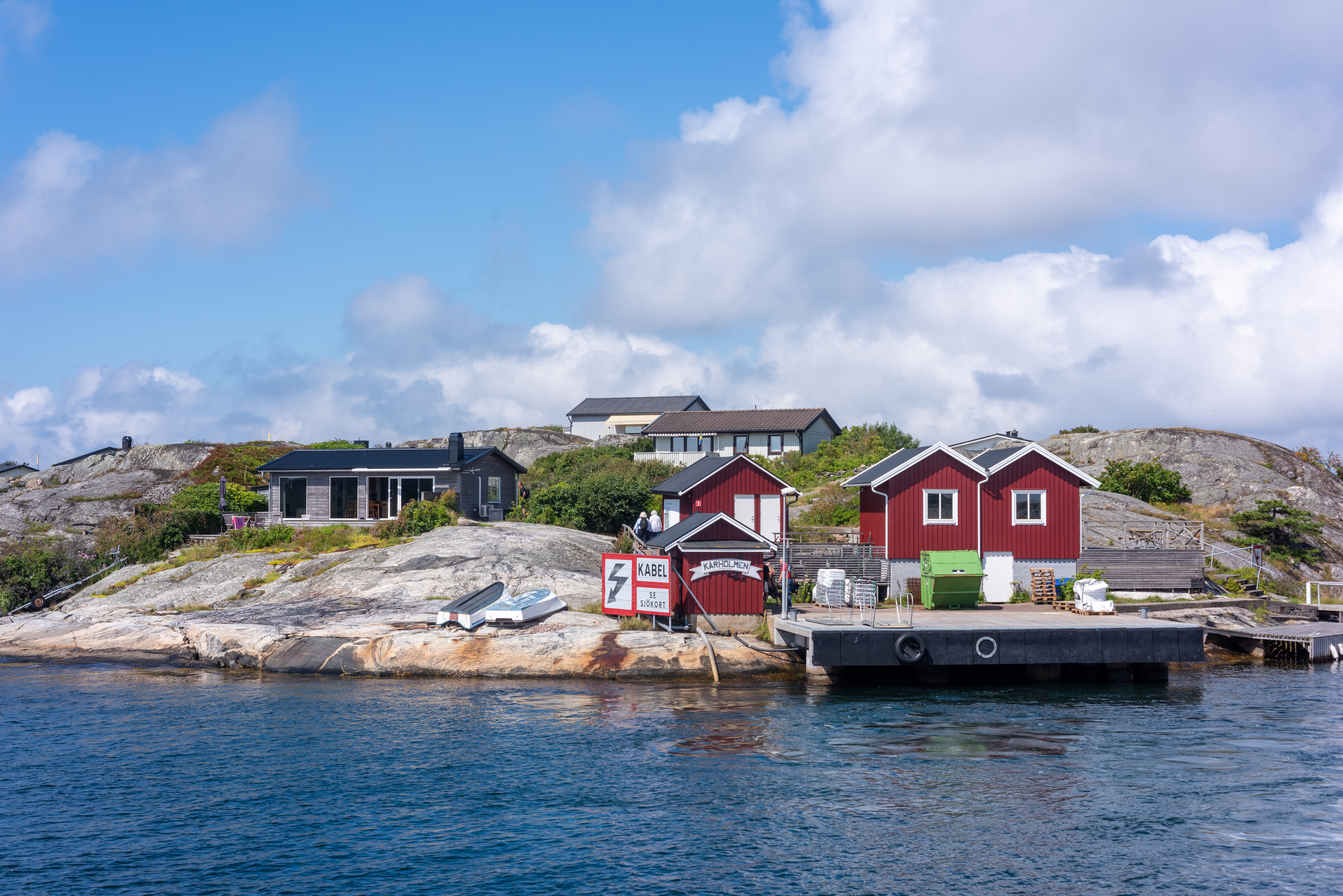
Kårholmens brygga.

Ön bebyggda historia inleddes på 1930-talet. Den 7 maj 1933 hyrde tjugo personer en motorbåt, bildade föreningen Arbetarna till havet och besökte Kårholmen. Man sammanträffade sedan med dåvarande arrendatorn August Viberg. Denne tillät föreningen att ta ön i besittning under tio år fram till 1943. Fler medlemmar värvades genom annonser i Arbetar-Tidningen, Sveriges kommunistiska partis tidning i Göteborg. Medlemmarna var fattiga arbetare och man byggde efterhand som man kom över, mest begagnat, virke. Efter tio år hade man ändå byggt 71 hus. Till sist blev det totalt 84.
1972 köptes ön av föreningen för en halv miljon kronor. Varje medlem bidrog med 6 000 kronor. Föreningen hyr ut tomterna till medlemmarna. Husen går i arv mellan generationerna eller säljs numera till marknadsvärde.